# Río Buill
El río Buill es un curso natural de agua que fluye en la península de Comau bordeando las laderas meridionales del volcán Huequi y desemboca en el fiordo Reñihue, cerca de caleta Buill, frente a la isla de Chiloé.
La ubicación de este río coincide con la del río Raglebo descrito por Ramón Serrano Montaner.

## Historia
Ramón Serrano Montaner menciona en su "Derrotero" publicado en 1891 un río Raglebo que posiblemente es el mismo río Buill:: 457 
Río Raglebo.-Es un pequeño riachuelo que nace en los cerros que espaldean esta costa i que desagua junto a la pedregosa puntilla de su nombre i cuya corriente es aprovechada para dar movimiento a una máquina de aserrar cuyo edificio se presenta a la vista desde alguna distancia.
Luis Risopatrón lo describe en su Diccionario Jeográfico de Chile de 1924:: 102 
Buill (Rio) 42° 25' 72° 37'. Corre hacia el W, mueve con sus aguas una máquina de aserrar maderas de laurel i se vacia en la caleta del mismo nombre, del golfo de Ancud. 1, XXI, p. 233; i 156; i de Huell en 1, XIII, carta impresa de Moraleda (1795); i 112, i, carta de Fonck (1896).